# 魯涅德·歐多爾
魯涅德·羅伯托·歐多爾（英語：Rougned Roberto Odor，1994年2月3日—），綽號「拳王」，為美國職棒大聯盟的二壘手，目前效力於讀賣巨人。他先前曾效力於遊騎兵、洋基、金鶯與教士等隊。

## 職業生涯

### 德州遊騎兵

#### 2014年
5月8日，歐多爾登上大聯盟。他在隔日敲出大聯盟首安，5月12日擊出大聯盟首轟。歐多爾在當時是大聯盟最年輕的球員，並馬上撐起遊騎兵的二壘防線。該年他的打擊率為2成59，並敲出9轟與48分打點，另有4次盜壘成功。

#### 2015年
這年歐多爾擔任球隊先發二壘手，不過打擊陷入了低潮。他在球季前段僅繳出1成44的打擊率，並敲出1轟與9分打點。5月11日，他被球隊下放3A調整。而他在3A繳出3成52打擊率，並敲出5轟與19分打點的好表現。6月15日，他頂替受傷的Delino DeShields Jr.回到大聯盟。他在6月份的打擊率高達3成91，7月份的打擊率為3成19。
最後歐多爾的打擊率為2成61，並敲出16轟與61分打點。不過他也發生17次守備失誤，為美聯二壘手最多。

#### 2016年
5月15日，他和藍鳥隊的荷西·包提斯塔發生嚴重肢體衝突。由於包提斯塔在滑壘時鏟向歐多爾，因此歐多爾生氣地往包提斯塔臉上揮拳。最後歐多爾被聯盟處以8場禁賽處分。
整季歐多爾的打擊率為2成71，並敲出33轟與88分打點。他的保送率為全大聯盟最低，22次失誤為美聯二壘手最多。
2016年美國聯盟分區賽第三戰，歐多爾在10局下發生傳球失誤，最終藍鳥7比6贏球，3連勝橫掃遊騎兵晉級下一輪。

#### 2017年
在球季開打前，歐多爾代表委內瑞拉出戰世界棒球經典賽。3月25日，他和遊騎兵簽下6年4950萬美元的延長合約。他在開幕戰還完成單場雙響砲。
該年他的打擊率僅2成04，為打席數符合資格的球員中，打擊率最低的一位。這年他又發生美聯二壘手最多的19次失誤。

#### 2018年–2020年
2018年，歐多爾繳出2成53的打擊率，並敲出18轟與63分打點。該年他盜壘24次，僅成功12次。2019年，他的打擊率降至2成05，不過他敲出30轟與93分打點。該年他發生美聯二壘手最多的15次失誤。2020年，歐多爾出賽38場比賽，打擊率為1成67，並敲出10轟與30分打點。
2021年，遊騎兵宣布歐多爾不會進入開幕戰先發名單內，並在4月1日將他指定讓渡。

### 紐約洋基
2021年4月6日，遊騎兵將歐多爾交易到洋基，換來Josh Stowers和Antonio Cabello。在三壘手吉奧·厄爾薛拉染疫缺陣期間，歐多爾曾擔任三壘手。
2021年11月19日，洋基隊將歐多爾指定讓渡。23日，他成為自由球員。

### 巴爾的摩金鶯
2021年11月30日，歐多爾與金鶯隊簽下1年合約。

## 個人生活
2017年，遊騎兵和歐多爾簽約時曾送他幾匹美洲奎特馬。而歐多爾打算在北德州經營牧場，並將其家人接至美國居住。

## 外部連結
- 球員資訊和成績在MLB，ESPN，Baseball-Reference，Fangraphs（英文）
- 魯涅德·歐多爾的X（前Twitter）
- 魯涅德·歐多爾的Instagram帳戶